# جلال الدين حسن بن أعلى محمد
جلال الدين حسن الثالث ابن محمد الثاني (582هـ/ 1187م-618 هـ/1221)، هو إمام الطائفة النزارية الخامس والعشرون. حكم من عام 1210 إلى 1221، وهو ابن أعلى محمد بن الحسن علي.

## حياته
ولد الاِمام حسن الثالث الملقب بجلال الدين سنة 582 هـ في قلعة ألموت وأصبح إماماً بعد وفاة أبيه سنة 607 هـ. عمل على توثيق عُرى الصداقة بين الاسماعيلية والعالم الإسلامي ولهذا لقّبوه بـ « المسلم الجديد » كما أنّ علاقاته بالعباسيين زادت وثوقاً وخاصّةً مع الخليفة أحمد الناصر لدين الله.
تنقل كثيراً في سوريا والعراق أذربيجان، وأدّى فريضة الحج مع عائلته مرتين، تحالف مع جلال الدين خوارزم شاه عندما غزى جنكيز خان إيران وذلك انقاذً لمعاقله ولاَتباعه.
رفض عقائد آبائه في القيامة، ولعنهم وكفَّرهم وأحرق كتبهم وجاهر بإسلامه، وقام بوصل حباله مع العالم الإسلامي فقد أرسل إلى الخليفة العباسي الناصر لدين الله وإلى السلطان السلجوقي خوارزم شاه والملوك والأمراء يؤكد لهم صدق دعوته إلى التعاليم الإسلامية، ففرحت البلاد الإسلامية بذلك وصار أتباعه يعرفون بالمسلمين الجدد.